# Vasile Ungureanu (poloist)
Vasile Ungureanu (n. 4 martie 1957) este un fost jucător român de polo pe apă. El a concurat la Jocurile Olimpice de vară din 1980.